# Groot-Brittannië op de Olympische Zomerspelen 1920
Het Verenigd Koninkrijk van Groot-Brittannië en Ierland nam onder de naam Groot-Brittannië deel aan de Olympische Zomerspelen 1920 in Antwerpen, België. De Britten wonnen vijftien gouden medailles en eindigden op de derde plaats in het medailleklassement.

## Medailleoverzicht
| Sport          | Olympiër | Discipline               | Medaille |
| -------------- | --- | ------------------------ | -------- |
| Atletiek       | Albert Hill | 800m (m)                 | Goud     |
| Atletiek       | Albert Hill | 1500m (m)                | Goud     |
| Atletiek       | Percy Hodge | 3000m steeplechase (m)   | Goud     |
| Atletiek       | Cecil Griffiths Robert Lindsay John Ainsworth-Davies Guy Butler | 4x400m (m)               | Goud     |
| Boksen         | Harry Mallin | -72,57kg (m)             | Goud     |
| Boksen         | Ronald Rawson | +79,38kg (m)             | Goud     |
| Hockey         | Charles Atkin John Bennett Colin Campbell Harold Cassels Harold Cooke Eric Crockford Reginald Crummack Harry Haslam Arthur Leighton Charles Marcon John MacBryan George McGrath Stanley Shoveller William Smith Cyril Wilkinson | mannen                   | Goud     |
| Polo           | Tim Melvill Frederick Barrett John Wodehouse Vivian Lockett | mannen                   | Goud     |
| Tennis         | Noel Turnbull Max Woosnam | dubbelspel (m)           | Goud     |
| Tennis         | Kitty McKane Winifred McNair | dubbelspel (v)           | Goud     |
| Touwtrekken    | George Canning Frederick Humphreys Frederick Holmes Edwin Mills John Sewell John James Shepherd Harry Stiff Ernest Thorn | mannen                   | Goud     |
| Waterpolo      | Charles Sydney Smith Paul Radmilovic Charles Bugbee Noel Purcell Christopher Jones William Peacock William Henry Dean | mannen                   | Goud     |
| Wielersport    | Thomas Lance Harry Ryan | tandem (m)               | Goud     |
| Zeilen         | Thomas Hedberg Francis Richards | 18 voets jol             | Goud     |
| Zeilen         | William Maddison Dorothy Wright Robert Coleman Cyril Wright | 7m klasse                | Goud     |
| Atletiek       | Guy Butler | 400m (m)                 | Zilver   |
| Atletiek       | Philip Noel-Baker | 1500m (m)                | Zilver   |
| Atletiek       | Charles Blewitt Albert Hill William Seagrove | 3000m team (m)           | Zilver   |
| Atletiek       | James Wilson Frank Hegarty Alfred Nichols | veldlopen team (m)       | Zilver   |
| Boksen         | Alexander Ierland | -66,68kg (m)             | Zilver   |
| Roeien         | Jack Beresford | skiff (m)                | Zilver   |
| Roeien         | Ewart Horsfall Guy Nickalls Richard Lucas Walter James John Campbell Sebastian Earl Ralph Shove Sidney Swann Robin Johnstone | skiff (m)                | Zilver   |
| Schoonspringen | Beatrix Armstrong | 10m toren (m)            | Zilver   |
| Tennis         | Dorothy Holman | enkelspel (v)            | Zilver   |
| Tennis         | Geraldine Beamish Dorothy Holman | dubbelspel (v)           | Zilver   |
| Tennis         | Kitty McKane Max Woosnam | dubbelspel (g)           | Zilver   |
| Wielersport    | Cyril Alden | 50km (m)                 | Zilver   |
| Wielersport    | Horace Johnson | sprint (m)               | Zilver   |
| Wielersport    | Albert White Horace Johnson William Stewart Cyril Alden | ploegenachtervolging (m) | Zilver   |
| Zwemmen        | Hilda James Constance Mabel Jeans Charlotte Radcliffe Grace MacKenzie | 4x100m vrije slag (v)    | Zilver   |
| Atletiek       | Harry Edward | 100m (m)                 | Brons    |
| Atletiek       | Harry Edward | 200m (m)                 | Brons    |
| Atletiek       | James Wilson | 10000m (m)               | Brons    |
| Atletiek       | Charles Gunn | 10km snelwandelen (m)    | Brons    |
| Boksen         | William Cuthbertson | -50,80kg (m)             | Brons    |
| Boksen         | George McKenzie | -53,52kg (m)             | Brons    |
| Boksen         | Harold Franks | -79,38kg (m)             | Brons    |
| Kunstrijden    | Phyllis Johnson Basil Williams | paren                    | Brons    |
| Tennis         | Kitty McKane | enkelspel (v)            | Brons    |
| Wielersport    | Harry Ryan | sprint (m)               | Brons    |
| Worstelen      | Philip Bernard | -60kg vrije stijl (m)    | Brons    |
| Worstelen      | Peter Wright | -67,5kg vrije stijl (m)  | Brons    |
| Zwemmen        | Leslie Savage Edward Percival Peter Henry Taylor Harold Edward Annison | 4x200m vrije slag (m)    | Brons    |

## Deelnemers en resultaten

### Atletiek
| Olympiër                                                       | Discipline             | Resultaat    | Prestatie                                                                                          |
| -------------------------------------------------------------- | ---------------------- | ------------ | -------------------------------------------------------------------------------------------------- |
| Harold Abrahams                                                | 100m (m)               | kwartfinale  | serie 10: 1ste in 11,0 kwartfinale 3: 4de                                                          |
| Victor d'Arcy                                                  | 100m (m)               | kwartfinale  | serie 9: 2de in 11,1 kwartfinale 5: 3de                                                            |
| Harry Edward                                                   | 100m (m)               | Brons        | serie 8: 2de in 10,9 kwartfinale 1: 1ste in 10,8 halve finale 1: 1ste in 10,8 finale: 3de in 11,0  |
| William Hill                                                   | 100m (m)               | halve finale | serie 1: 1ste in 11,0 kwartfinale 2: 1ste in 11,0 halve finale 2: 5de                              |
| Harold Abrahams                                                | 200m (m)               | 14e          | serie 5: 2de in 23,3 kwartfinale 4: 3de in 23,0                                                    |
| Victor d'Arcy                                                  | 200m (m)               | series       | serie 6: 3de in 23,9                                                                               |
| Harry Edward                                                   | 200m (m)               | Brons        | serie 10: 1ste in 22,8 kwartfinale 2: 1ste in 22,0 halve finale 1: 2de in 22,7 finale: 3de in 22,1 |
| William Hill                                                   | 200m (m)               | kwartfinale  | serie 3: 2de in 23,8 kwartfinale 5: 3de in 23,3                                                    |
| John Ainsworth-Davis                                           | 400m (m)               | 5e           | serie 2: 2de in 51,3 kwartfinale 1: 2de in 50,7 halve finale 1: 3de in 49,9 finale: 5de in 50,0    |
| Guy Butler                                                     | 400m (m)               | Zilver       | serie 6: 2de in 53,2 kwartfinale 2: 2de in 50,7 halve finale 2: 2de in 50,2 finale: 2de in 49,9    |
| Robert Lindsay                                                 | 400m (m)               | 17e          | serie 1: 1ste in 52,0 kwartfinale 3: 4de in 51,7                                                   |
| Hedges Worthington-Eyre                                        | 400m (m)               | 20e          | serie 9: 2de in 52,5 kwartfinale 4: 5de in 52,7                                                    |
| Albert Hill                                                    | 800m (m)               | Goud         | serie 2: 2de in 1.56,2 halve finale 3: 1ste in 1.56,4 finale: 1ste in 1.53,4                       |
| Edgar Mountain                                                 | 800m (m)               | 4e           | serie 1: 1ste in 1.57,6 halve finale 1: 2de in 1.58,0 finale: 4de in 1.54,6                        |
| Philip Noel-Baker                                              | 800m (m)               | DNF          | serie 3: 1ste in 1.56,0 halve finale 3: niet gestart                                               |
| Albert Hill                                                    | 1500m (m)              | Goud         | serie 1: 2de in 4.03,2 finale: 1ste in 4.01,8                                                      |
| Duncan McPhee                                                  | 1500m (m)              | DNF          | serie 2: 2de in 4.07,2 finale: niet gefinisht                                                      |
| Philip Noel-Baker                                              | 1500m (m)              | Zilver       | serie 4: 2de in 4.14,3 finale: 2de in 4.02,3                                                       |
| Joe Blewitt                                                    | 5000m (m)              | 5e           | serie 2: 1ste in 15.19,8 finale: 5de in 15.19,0                                                    |
| Herbert Irwin                                                  | 5000m (m)              | 12e          | serie 1: 2de in 15.17,8 finale: 12de                                                               |
| Alfred Nichols                                                 | 5000m (m)              | 8e           | serie 4: 4de in 15.54,0 finale: 8ste                                                               |
| William Seagrove                                               | 5000m (m)              | 6e           | serie 3: 3de in 15.53,6 finale: 6de in 15.21,0                                                     |
| Charles Clibbon                                                | 10000m (m)             | DNF          | serie 3: 2de in 32.08,8 finale: niet gefinisht                                                     |
| James Hatton                                                   | 10000m (m)             | 5e           | serie 3: 5de in 32.23,0 finale: 5de in 32.14,0                                                     |
| James Wilson                                                   | 10000m (m)             | Brons        | serie 1: 1ste in 33.40,2 finale: 3de in 31.50,8                                                    |
| Eric Dunbar                                                    | 110m horden (m)        | series       | serie 6: 4de                                                                                       |
| George Gray                                                    | 110m horden (m)        | halve finale | serie 3: 2de halve finale 2: 4de                                                                   |
| William Hunter                                                 | 110m horden (m)        | halve finale | serie 4: 2de halve finale 1: 5de                                                                   |
| George Gray                                                    | 400m horden (m)        | 12e          | serie 1: 3de in 58,8                                                                               |
| Edward Wheller                                                 | 400m horden (m)        | halve finale | serie 3: 2de in 58,4 halve finale 2: 4de                                                           |
| Percy Hodge                                                    | 3000m steeplechase (m) | Goud         | serie 3: 1ste in 10.17,4 (OR) finale: 1ste in 10.00,4 (OR)                                         |
| Charles Blewitt Albert Hill William Seagrove                   | 3000m team (m)         | Zilver       | serie 1: 1ste met 11 punten finale: 2de met 20 punten                                              |
| Harold Abrahams Denis Black Victor d'Arcy William Hill         | 4x100m (m)             | 4e           | serie 2: 2de in 43,3 finale: 4de in 43,0                                                           |
| John Ainsworth-Davis Guy Butler Cecil Griffiths Robert Lindsay | 4x400m (m)             | Goud         | serie 1: 2de in 3.40,9 finale: 1ste in 3.22,2                                                      |
| Leslie Housden                                                 | marathon (m)           | 31e          | 3:14.25,0                                                                                          |
| Arthur Mills                                                   | marathon (m)           | 14e          | 2:48.05,0                                                                                          |
| George Piper                                                   | marathon (m)           | 29e          | 3:02.10,0                                                                                          |
| Eric Robertson                                                 | marathon (m)           | 35e          | 3:55.00,0                                                                                          |
| Charles Dowson                                                 | 3km snelwandelen (m)   | 6e           | serie 1: 4de in 13.54,9 finale: 6de in 13.28,0                                                     |
| Charles Gunn                                                   | 3km snelwandelen (m)   | 10e          | serie 2: 5de finale: 10de in 13.34,0                                                               |
| William Hehir                                                  | 3km snelwandelen (m)   | 7e           | serie 2: 5de finale: 7de in 13.29,8                                                                |
| Charles Dowson                                                 | 10km snelwandelen (m)  | DNF          | serie 1: niet gefinisht                                                                            |
| Charles Gunn                                                   | 10km snelwandelen (m)  | Brons        | serie 1: 5de in 48.22,0 finale: 3de in 49.43,9                                                     |
| William Hehir                                                  | 10km snelwandelen (m)  | 5e           | serie 2: 1ste in 51.33,8 finale: 5de in 50.11,8                                                    |
| Harold Abrahams                                                | verspringen (m)        | 20e          | kwalificatie: 20ste met 6,05m                                                                      |
| William Hunter                                                 | verspringen (m)        | 13e          | kwalificatie: 13de met 6,42m                                                                       |
| Charles Lively                                                 | verspringen (m)        | 22e          | kwalificatie: 22ste met 5,87m                                                                      |
| Benjamin Howard Baker                                          | hink-stap-springen (m) | 8e           | kwalificatie: 8ste met 13,68m                                                                      |
| Charles Lively                                                 | hink-stap-springen (m) | 14e          | kwalificatie: 14de met 13,15m                                                                      |
| Benjamin Howard Baker                                          | hoogspringen (m)       | 6e           | kwalificatie: 1ste met 1,80m finale: 6de met 1,85m                                                 |
| Timothy Carroll                                                | hoogspringen (m)       | 9e           | kwalificatie: 1ste met 1,80m finale: 9de met 1,75m                                                 |
| Eric Dunbar                                                    | hoogspringen (m)       | 14e          | kwalificatie: 14de met 1,70m                                                                       |
| William Hunter                                                 | hoogspringen (m)       | DNF          | kwalificatie: geen geldige poging                                                                  |
| Tom Nicolson                                                   | kogelslingeren (m)     | 6e           | kwalificatie: 6de met 45,70m finale: 6de met 45,70m                                                |
| Laurence Cummins                                               | veldlopen (m)          | 26e          | |
| Walter Freeman                                                 | veldlopen (m)          | 22e          | |
| Anton Hegarty                                                  | veldlopen (m)          | 5e           | 27.57,0                                                                                            |
| Alfred Nichols                                                 | veldlopen (m)          | 12e          | 28.20,0                                                                                            |
| Christopher Vose                                               | veldlopen (m)          | 19e          | |
| James Wilson                                                   | veldlopen (m)          | 4e           | 27.45,2                                                                                            |
| James Wilson Frank Hegarty Alfred Nichols                      | veldlopen team (m)     | Zilver       | 21 punten                                                                                          |

### Boksen
| Olympiër            | Discipline   | Resultaat | Prestatie |
| ------------------- | ------------ | --------- | --- |
| William Cuthbertson | -50,8kg (m)  | Brons     | 1ste ronde: W van DEN Jensen kwartfinale: W van NED Zegwaard halve finale: V van DEN Pedersen bronzen finale: W van FRA Albert                 |
| Frederic Virtue     | -50,8kg (m)  | 9e        | 1ste ronde: V van NED Zegwaard |
| Daniel Bowling      | -53,52kg (m) | 9e        | 1ste ronde: V van USA Hartman |
| George McKenzie     | -53,52kg (m) | Brons     | 1ste ronde: vrij kwartfinale: W van NOR Koss halve finale: V van RSA Walker bronzen finale: W van BEL Hébrants                                 |
| Frederick Adams     | -57,15kg (m) | 9e        | 1ste ronde: vrij 2de ronde: V van NOR Erdal |
| James Cater         | -57,15kg (m) | 5e        | 1ste ronde: vrij 2de ronde: W van DEN Nielsen kwartfinale: V van ITA Garzena                                                                   |
| James Gilmour       | -61,24kg (m) | 9e        | 1ste ronde: vV van NOR Sæterhaug |
| Frederick Grace     | -61,24kg (m) | 5e        | 1ste ronde: W van NED Nak kwartfinale: V van USA Mosberg                                                                                       |
| Alexander Ireland   | -66,68kg (m) | Zilver    | 1ste ronde: vrij 2de ronde: W van SUI Reichenbach kwartfinale: W van DEN Suhr halve finale: W van USA Clark finale: V van CAN Schneider        |
| Frederick Whitbread | -66,68kg (m) | 9e        | 1ste ronde: vrij 2de ronde: V van FRA Gillet                                                                                                   |
| Harry Mallin        | -72,57kg (m) | Goud      | 1ste ronde: vrij 2de ronde: W van USA Cranston kwartfinale: W van USA Lagonia halve finale: W van CAN Herscovitch finale: W van CAN Prud'Homme |
| Edward White        | -72,57kg (m) | 9e        | 1ste ronde: vrij 2de ronde: V van DEN Olsen |
| Hugh Brown          | -79,38kg (m) | 4e        | 1ste ronde: vrij kwartfinale: W van DEN Andreasen halve finale: V van NOR Sørsdal bronzen finale: V van GBR Franks                             |
| Harold Franks       | -79,38kg (m) | Brons     | 1ste ronde: vrij kwartfinale: W van FRA Piochelle halve finale: V van USA Eagan bronzen finale: W van GBR Brown                                |
| Frank Dove          | +79,38kg (m) | 5e        | 1ste ronde: vrij kwartfinale: V van DEN Petersen                                                                                               |
| Ronald Rawson       | +79,38kg (m) | Goud      | 1ste ronde: vrij kwartfinale: W van USA Stewart halve finale: W van FRA Eluère finale: W van DEN Petersen                                      |

### Gewichtheffen
| Olympiër       | Discipline  | Resultaat | Prestatie |
| -------------- | ----------- | --------- | --------- |
| John Paine     | -60kg (m)   | 11e       | 172,5kg   |
| Percival Mills | -67,5kg (m) | 12e       | 192,5kg   |

### Hockey
| Olympiër | Discipline | Resultaat | Prestatie                                                           |
| --- | ---------- | --------- | ------------------------------------------------------------------- |
| Charles Atkin John Bennett Colin Campbell Harold Cassels Harold Cooke Eric Crockford Reginald Crummack Harry Haslam Arthur Leighton Charles Marcon John MacBryan George McGrath Stanley Shoveller William Smith Cyril Wilkinson | mannen     | Goud      | W van Denemarken: 5-1 W van België: 12-1 W van Frankrijk: walk-over |

| Groepsfase |                  |             |             |             |             |            |            |            |        |
| #          | Land             | Wedstrijden | Wedstrijden | Wedstrijden | Wedstrijden | Doelpunten | Doelpunten | Doelpunten | Punten |
| #          | Land             | GW          | W           | G           | V           | V          | T          | Saldo      | Punten |
| 1          | Groot-Brittannië | 3           | 3           | 0           | 0           | 17         | 2          | +15        | 6      |
| 2          | Denemarken       | 3           | 2           | 0           | 1           | 15         | 8          | +7         | 4      |
| 3          | België           | 3           | 1           | 0           | 2           | 6          | 19         | −13        | 2      |
| 4          | Frankrijk        | 3           | 0           | 0           | 3           | 3          | 12         | −9         | 0      |

| Ronde       | Datum     | Plaats           | Land      | Score      | Land |
| ----------- | --------- | ---------------- | --------- | ---------- | ---- |
| groepsfase  |           |                  |           |            |      |
| 1 september | Antwerpen | Groot-Brittannië | 5 – 1     | Denemarken |      |
| 3 september | Antwerpen | Groot-Brittannië | 12 – 1    | België     |      |
| 4 september | Antwerpen | Groot-Brittannië | walk-over | Frankrijk  |      |

### Kunstrijden
| Olympiër                            | Discipline | Resultaat | Prestatie |
| ----------------------------------- | ---------- | --------- | --------- |
| MacDonald Beaumont                  | mannen     | 9e        | 59,0      |
| Basil Williams                      | mannen     | 7e        | 49,5      |
|                                     |            |           |           |
| Phyllis Johnson                     | vrouwen    | 4e        | 18,5      |
|                                     |            |           |           |
| Phyllis Johnson Basil Williams      | paren      | Brons     | 25,0      |
| Ethel Muckelt Sydney Wallwork       | paren      | 5e        | 34,0      |
| Madeleine Beaumont Kenneth Beaumont | paren      | 8e        | 55,0      |

### Moderne vijfkamp
| Olympiër           | Discipline | Resultaat | Prestatie |
| ------------------ | ---------- | --------- | --------- |
| John Boustead      | mannen     | 15e       | 66 punten |
| Edward Clarke      | mannen     | 11e       | 60 punten |
| Edward Gedge       | mannen     | 21e       | 78 punten |
| Thomas Wand-Tetley | mannen     | 17e       | 69 punten |

### Polo
| Olympiër                                                    | Discipline | Resultaat | Prestatie                                                 |
| ----------------------------------------------------------- | ---------- | --------- | --------------------------------------------------------- |
| Tim Melvill Frederick Barrett John Wodehouse Vivian Lockett | mannen     | Goud      | 1ste ronde: W van België: 8-3 finale: W van Spanje: 13-11 |

### Schermen
| Olympiër | Discipline      | Resultaat | Prestatie |
| --- | --------------- | --------- | --- |
| John Blake | degen (m)       | 46e       | 1ste ronde groep A: 6de met 4 overwinningen                                                                                |
| George Burt | degen (m)       | 76e       | 1ste ronde groep F: 8ste met 1 overwinning                                                                                 |
| Ronald Campbell | degen (m)       | 49e       | 1ste ronde groep H: 7de met 3 overwinningen                                                                                |
| Robin Dalglish | degen (m)       | 43e       | 1ste ronde groep I: 4de met 4 overwinningen kwartfinale groep D: 11de met 1 overwinning                                    |
| Martin Holt | degen (m)       | 49e       | 1ste ronde groep E: 7de met 3 overwinningen                                                                                |
| Robert Montgomerie                                                                                                 | degen (m)       | 49e       | 1ste ronde groep D: 7de met 3 overwinningen                                                                                |
| Charles Notley | degen (m)       | 65e       | 1ste ronde groep G: 8ste met 2 overwinningen                                                                               |
| Roland Willoughby                                                                                                  | degen (m)       | 41e       | 1ste ronde groep B: 5de met 3 overwinningen kwartfinale groep A: 10de met 2 overwinningen                                  |
| Jack Blake George Burt Martin Holt Robert Montgomerie Barry Notley Edgar Seligman                                  | degen team (m)  | 8e        | 1ste ronde groep A: 4de met 1 overwinning                                                                                  |
| Philip Doyne | floret (m)      | 34e       | 1ste ronde groep F: 4de met 2 overwinningen                                                                                |
| H. Evan James | floret (m)      | 34e       | 1ste ronde groep B: 7de met 2 overwinningen                                                                                |
| Cecil Kershaw | floret (m)      | 51e       | 1ste ronde groep A: 7de met 0 overwinningen                                                                                |
| Robert Montgomerie                                                                                                 | floret (m)      | 34e       | 1ste ronde groep D: 8ste met 2 overwinningen                                                                               |
| Edgar Seligman | floret (m)      | 34e       | 1ste ronde groep H: 4de met 2 overwinningen                                                                                |
| Thomas Wand-Tetley                                                                                                 | floret (m)      | 34e       | 1ste ronde groep G: 4de met 2 overwinningen                                                                                |
| Roland Willoughby                                                                                                  | floret (m)      | 29e       | 1ste ronde groep C: 4de met 3 overwinningen                                                                                |
| Philip Doyne Evan James Cecil Kershaw Robert Montgomerie Edgar Seligman Roland Willoughby                          | floret team (m) | 5e        | 1ste ronde groep A: 3de met 2 overwinningen finale: 5de met 0 overwinningen                                                |
| Ronald Campbell | sabel (m)       | 24e       | 1ste ronde groep B: 5de met 3 overwinningen                                                                                |
| Robin Dalglish | sabel (m)       | 8e        | 1ste ronde groep B: 2de met 5 overwinningen halve finale groep B: 4de met 3 overwinningen finale: 8ste met 5 overwinningen |
| Herbert Huntingdon                                                                                                 | sabel (m)       | 18e       | 1ste ronde groep E: 4de met 5 overwinningen halve finale groep C: 6de met 1 overwinning                                    |
| Cecil Kershaw | sabel (m)       | 16e       | 1ste ronde groep C: 3de met 3 overwinningen halve finale groep A: 6de met 2 overwinningen                                  |
| Alfred Martin | sabel (m)       | DNF       | 1ste ronde groep D: niet gefinisht                                                                                         |
| Edward Startin | sabel (m)       | 36e       | 1ste ronde groep A: 7de met 1 overwinning                                                                                  |
| Ronald Campbell Robin Dalglish William Hammond Herbert Huntingdon Cecil Kershaw William Marsh Alfred Ridley-Martin | sabel team (m)  | 7e        | 1 overwinning |

### Schietsport
| Olympiër                                                                                     | Discipline          | Resultaat | Prestatie  |
| -------------------------------------------------------------------------------------------- | ------------------- | --------- | ---------- |
| Enoch Jenkins                                                                                | trap (m)            | 12e       | 79 punten  |
| George Whitaker                                                                              | trap (m)            | onbekend  |            |
| William Ellicott William Grosvenor Harold Humby Charles Palmer Ernest Pocock George Whitaker | kleiduiven team (m) | 4e        | 488 punten |

### Schoonspringen
| Olympiër           | Discipline     | Resultaat | Prestatie                                            |
| ------------------ | -------------- | --------- | ---------------------------------------------------- |
| Ernest Walmsley    | 3m plank (m)   | 9e        | groep 2: 5de met 28 punten                           |
| Harold Clarke      | hoogduiken (m) | 9e        | groep 3: 2de met 10 punten finale: 9de met 40 punten |
| Albert Dickin      | hoogduiken (m) | 11e       | groep 1: 4de met 17 punten                           |
|                    |                |           |                                                      |
| Beatrice Armstrong | 10m toren (v)  | Zilver    | groep 1: 1ste met 7 punten finale: 2de met 10 punten |
| Isabelle White     | 10m toren (v)  | 4e        | groep 2: 3de met 20 punten finale: 4de met 18 punten |

### Tennis
| Olympiër                         | Discipline     | Resultaat | Prestatie |
| -------------------------------- | -------------- | --------- | --- |
| Alfred Beamish                   | enkelspel (m)  | 9e        | 1ste ronde: W van TCH Woffek: 6-1, 6-3, 6-4 2de ronde: W van TCH Robětín: 6-2, 6-4, 6-3 3de ronde: V van ESP Areizaga: 1-6, 7-5, 7-5, 3-6, 1-6                                                                                             |
| Gordon Lowe                      | enkelspel (m)  | 5e        | 1ste ronde: vrij 2de ronde: W van GRE Zerlendis: 14-12, 8-10, 7-5, 6-4 3de ronde: W van ITA Colombo: 6-4, 6-0, 2-6, 7-5 kwartfinale: V van RSA Winslow: 4-6, 6-3, 4-6, 6-4, 2-6                                                            |
| Noel Turnbull                    | enkelspel (m)  | 4e        | 1ste ronde: vrij 2de ronde: vrij 3de ronde: W van ITA Balbi: 3-6, 6-3, 6-0, 6-8, 6-2 kwartfinale: W van ESP Areizaga: 0-6, 7-5, 4-6, 6-3, 7-5 halve finale: V van RSA Raymond: 4-6, 6-3, 4-6, 6-4, 2-6 bronzen finale: V van RSA Winslow   |
| Max Woosnam                      | enkelspel (m)  | 17e       | 1ste ronde: W van SWE Müller: 3-6, 6-1, 6-3, 6-3 2de ronde: V van ESP Areizaga: 1-6, 6-2, 1-6, 3-6 |
| Alfred Beamish Gordon Lowe       | dubbelspel (m) | 17e       | 1ste ronde: V van RSA Blackbeard/Dodd: 1-6, 8-10, 3-6 |
| Noel Turnbull Max Woosnam        | dubbelspel (m) | Goud      | 1ste ronde: vrij 2de ronde: W van TCH Tyr/Woffek: 6-1, 6-2, 6-3 kwartfinale W van ITA Balbi/Colombo: 6-2, 6-8, 6-1, 6-3 halve finale: W van FRA Albarran/Décugis: 4-6, 6-4, 6-3, 10-8 finale: W van JPN Kashio/Kumagae: 6-2, 5-7, 7-5, 7-5 |
|                                  |                |           | |
| Geraldine Beamish                | enkelspel (v)  | 9e        | 1ste ronde: vrij 2de ronde: V van GBR Holman: 6-8, 2-6 |
| Edith Holman                     | enkelspel (v)  | Zilver    | 1ste ronde: vrij 2de ronde: W van GBR Beamish: 8-6, 6-2 kwartfinale: W van BEL Arendt: 6-2, 6-3 halve finale: W van GBR Kitty McKane finale: V van FRA Lenglen: 3-6, 0-6                                                                   |
| Kitty McKane                     | enkelspel (v)  | Brons     | 1ste ronde: W van FRA Vaussard: 6-4, 6-4 2de ronde: W van ITA Gagliardi: 6-1, 1-6, 6-2 kwartfinale: W van FRA d'Ayen: 6-2, 6-3 halve finale: V van GBR Holman bronzen finale: W van SWE Fick: 6-2, 6-0                                     |
| Winifred McNair                  | enkelspel (v)  | 17e       | 1ste ronde: vrij 2de ronde: V van FRA Lenglen: 0-6, 0-6 |
| Geraldine Beamish Edith Holman   | dubbelspel (v) | Zilver    | 1ste ronde: vrij kwarfinale: W van BEL de Borman/Tschaggeny: 6-2, 6-4 halve finale: W van BEL Ardent/Storms: 6-1, 6-1 finale: V van GBR McKane/McNair: 6-8, 4-6                                                                            |
| Kitty McKane Winifred McNair     | dubbelspel (v) | Goud      | 1ste ronde: vrij kwartfinale W van BEL Chaudoir/Dupont: 6-2, 7-5 halve finale: W van FRA d'Ayen/Lenglen: 2-6, 6-3, 8-6 finale: W van GBR Beamish/Holman: 8-6, 6-4                                                                          |
|                                  |                |           | |
| Alfred Beamish Geraldine Beamish | dubbelspel (g) | 9e        | 1ste ronde: W van GBR McNair/Turnbull: 4-6, 6-4, 7-5 3de ronde: V van FRA Décugis/Lenglen: 2-6, 0-6 |
| Edith Holman Gordon Lowe         | dubbelspel (g) | 14e       | 1ste ronde: V van GBR McKane/Woosnam: 5-7, 6-8 |
| Kitty McKane Max Woosnam         | dubbelspel (g) | Zilver    | 1ste ronde: W van GBR Holman/Lowe: 7-5, 8-6 2de ronde: W van FRA d'Ayen/Hirsch: 6-4, 6-2 kwartfinale: vrij halve finale: W van TCH Skrbková/Žemla: 9-7, 6-3 finale: V van FRA Décugis/Lenglen: 4-6, 2-6                                    |
| Winifred McNair Noel Turnbull    | dubbelspel (g) | 14e       | 1ste ronde: V van GBR A Beamish/G BEamish: 6-4, 4-6, 5-7 |

### Touwtrekken
| Olympiër | Discipline | Resultaat | Prestatie                                                                                            |
| --- | ---------- | --------- | --- |
| George Canning Frederick Humphreys Frederick Holmes Edwin Mills John Sewell John James Shepherd Harry Stiff Ernest Thorn | mannen     | Goud      | 1ste ronde: W van Verenigde Staten: 2-0 halve finale: W van België: 2-0 finale: W van Nederland: 2-0 |

### Turnen
| Olympiër | Discipline        | Resultaat | Prestatie      |
| --- | ----------------- | --------- | -------------- |
| Sidney Andrew Albert Betts A. G. Cocksedge J. Cotterell William Cowhig Sidney Cross Horace Dawswell J. E. Dingley S. Domville H. W. Doncaster R. E. Edgecombe W. Edwards Henry John Finchett Bernard Franklin J. Harris Samuel Hodgetts Stanley Leigh G. Masters Ronald McLean O. Morris E. P. Ness A. E. Page A. O. Pinner E. Pugh H. W. Taylor J. A. Walker Ralph H. Yandell | meerkamp team (m) | 5e        | 290,115 punten |

### Voetbal
| Olympiër | Discipline | Resultaat | Prestatie                        |
| --- | ---------- | --------- | -------------------------------- |
| James Mitchell Arthur Knight Kenneth Hunt George Atkinson Charles Harbidge Frederick Nicholas Herbert Prince Dick Sloley Jackie Hegan John Payne Maurice Bunyan | mannen     | 1e        | 1ste ronde: V van Noorwegen: 1-3 |

### Waterpolo
| Olympiër | Discipline | Resultaat | Prestatie                                                                                         |
| --- | ---------- | --------- | ------------------------------------------------------------------------------------------------- |
| Charles Sydney Smith Paul Radmilovic Charles Bugbee Noel Purcell Christopher Jones William Peacock William Henry Dean | mannen     | Goud      | 1ste ronde: W van Spanje: 9-0 halve finale: W van Verenigde Staten: 7-2 finale: W van België: 3-2 |

### Wielersport
| Olympiër                                                                        | Discipline               | Resultaat   | Prestatie                                                                                          |
| Baan                                                                            | Baan                     | Baan        | Baan                                                                                               |
| ------------------------------------------------------------------------------- | ------------------------ | ----------- | -------------------------------------------------------------------------------------------------- |
| Horace Johnson                                                                  | sprint (m)               | Zilver      | serie 6: 1ste in 12,6 kwartfinale 5: 1ste in 11,8 halve finale 1: 1ste in 14,8 finale: 2de in 15,1 |
| Thomas Lance                                                                    | sprint (m)               | kwartfinale | serie 3: 1ste in 13,2 kwartfinale 3: 3de                                                           |
| Harry Ryan                                                                      | sprint (m)               | Brons       | serie 5: 1ste in 13,2 kwartfinale 8: 1ste in 12,8 halve finale 2: 1ste in 12,6 finale: 3de in 15,1 |
| Albert White                                                                    | sprint (m)               | 9e          | serie 9: 2de kwartfinale 7: 1ste in 12,6 halve finale 1: 3de in 15,3                               |
| Cyril Alden                                                                     | 50km (m)                 | Zilver      | |
| Thomas Harvey                                                                   | 50km (m)                 | 8e          | |
| Horace Johnson                                                                  | 50km (m)                 | DNF         | niet gefinisht                                                                                     |
| William Stewart                                                                 | 50km (m)                 | 8e          | |
| Cyril Alden William Stewart                                                     | tandem (m)               | 4e          | serie 4: 1ste in 15,6 halve finale 2: 2de bronzen finale: niet gefinisht                           |
| Thomas Lance Harry Ryan                                                         | tandem (m)               | Goud        | serie 3: 1ste in 12,0 halve finale 1: 1ste in 11,6 finale: 1ste in 11,2                            |
| Henry Lee William Ormston                                                       | tandem (m)               | series      | serie 1: 3de                                                                                       |
| Cyril Alden Thomas Harvey Horace Johnson Henry Lee William Stewart Albert White | ploegenachtervolging (m) | Zilver      | 1ste ronde: W van Nederland: 5.23,8 halve finale: W van België: 5.20,2 finale: V van Italië        |
| Weg                                                                             |                          |             | |
| William Genders                                                                 | tijdrit (m)              | 8e          | 4:50.23,6                                                                                          |
| David Marsh                                                                     | tijdrit (m)              | 26e         | 5:09.23,6                                                                                          |
| Leon Meredith                                                                   | tijdrit (m)              | 18e         | 4:58.55,6                                                                                          |
| Edward Newell                                                                   | tijdrit (m)              | DNF         | niet gefinisht                                                                                     |
| William Genders David Marsh Leon Meredith Edward Newell                         | ploegentijdrit (m)       | DNF         | niet gefinisht                                                                                     |

### Worstelen
| Olympiër         | Discipline  | Resultaat   | Prestatie |
| Vrije stijl      | Vrije stijl | Vrije stijl | Vrije stijl |
| ---------------- | ----------- | ----------- | --- |
| Philip Bernard   | -60kg (m)   | Brons       | 1ste ronde: vrij kwartfinale: W van FRA Harrasse halve finale: V van USA Ackerly bronzen finale: W van IND Shindes |
| Henry Inman      | -60kg (m)   | 5e          | 1ste ronde: vrij kwartfinale: V van IND Shindes                                                                    |
| George MacKenzie | -67,5kg (m) | Brons       | 1ste ronde: vrij kwartfinale: V van SWE Svensson                                                                   |
| Peter Wright     | -67,5kg (m) | Brons       | 1ste ronde: vrij kwartfinale: W van FRA Joudiou halve finale: V van SWE Svensson bronzen finale: W van BEL Thijs   |
| Edgar Bacon      | -75kg (m)   | 9e          | 1ste ronde: V van FIN Penttala                                                                                     |
| Stanley Bacon    | -75kg (m)   | 9e          | 1ste ronde: V van USA Frantz                                                                                       |
| Walter Wilson    | -82,5kg (m) | 5e          | 1ste ronde: vrij kwartfinale: V van USA Wilson                                                                     |
| Noel Rhys        | -82,5kg (m) | 9e          | 1ste ronde: V van FIN Westerlund                                                                                   |
| Frederick Mason  | +82,5kg (m) | 5e          | 1ste ronde: V van USA Meyer                                                                                        |
| Andrew McDonald  | +82,5kg (m) | 5e          | 1ste ronde: V van SWE Nilsson                                                                                      |

### Zeilen
| Olympiër                                                    | Discipline   | Resultaat | Prestatie |
| ----------------------------------------------------------- | ------------ | --------- | --------- |
| Thomas Hedberg Francis Richards                             | 18 voets jol | Goud      |           |
| William Maddison Dorothy Wright Robert Coleman Cyril Wright | 7m klasse    | Goud      |           |

### Zwemmen
| Olympiër                                                       | Discipline            | Resultaat    | Prestatie                                               |
| -------------------------------------------------------------- | --------------------- | ------------ | ------------------------------------------------------- |
| Harold Annison                                                 | 100m vrije slag (m)   | series       | serie 2: 4de                                            |
| Albert Dickin                                                  | 100m vrije slag (m)   | series       | serie 1: 5de                                            |
| John Dickin                                                    | 100m vrije slag (m)   | series       | serie 6: 3de in 1.10,0                                  |
| Leslie Savage                                                  | 100m vrije slag (m)   | series       | serie 4: 5de                                            |
| Harold Annison                                                 | 400m vrije slag (m)   | halve finale | serie 2: 1ste in 5.58,0 halve finale 2: 5de             |
| Jack Hatfield                                                  | 400m vrije slag (m)   | series       | serie 5: 3de in 5.50,6                                  |
| Edward Peter                                                   | 400m vrije slag (m)   | series       | serie 4: 5de                                            |
| Henry Taylor                                                   | 400m vrije slag (m)   | halve finale | serie 3: 2de in 6.01,2 halve finale 1: 4de              |
| Harold Annison                                                 | 1500m vrije slag (m)  | halve finale | serie 3: 1ste in 24.28,2 halve finale 2: 3de in 23.51,4 |
| Jack Hatfield                                                  | 1500m vrije slag (m)  | 12e          | serie 5: 3de in 23.56,6                                 |
| Edward Peter                                                   | 1500m vrije slag (m)  | halve finale | serie 2: 2de in 24.39,4 halve finale 2: 5de             |
| Henry Taylor                                                   | 1500m vrije slag (m)  | DNF          | serie 1: niet gefinisht                                 |
| George Robertson                                               | 100m rugslag (m)      | series       | serie 1: 6de                                            |
| George Webster                                                 | 100m rugslag (m)      | series       | serie 2: 5de                                            |
| Rex Lassam                                                     | 200m schoolslag (m)   | series       | serie 1: 4de                                            |
| Ernest Parker                                                  | 200m schoolslag (m)   | series       | serie 2: 6de                                            |
| George Robertson                                               | 200m schoolslag (m)   | series       | serie 3: 6de                                            |
| William Stoney                                                 | 200m schoolslag (m)   | series       | serie 4: 3de in 3.20,8                                  |
| Rex Lassam                                                     | 400m schoolslag (m)   | series       | serie 1: 4de                                            |
| George Robertson                                               | 400m schoolslag (m)   | series       | serie 3: 3de in 7.28,0                                  |
| Harold Annison Edward Peter Leslie Savage Henry Taylor         | 4x200m vrije slag (m) | Brons        | serie 2: 1ste in 10.51,0 finale: 3de in 10.37,2         |
|                                                                |                       |              |                                                         |
| Lillian Birkenhead                                             | 100m vrije slag (v)   | series       | serie 1: 6de                                            |
| Constance Jeans                                                | 100m vrije slag (v)   | 4e           | serie 2: 2de in 1.20,8 finale: 4de in 1.22,8            |
| Grace McKenzie                                                 | 100m vrije slag (v)   | series       | serie 3: 3de in 1.27,4                                  |
| Charlotte Radcliffe                                            | 100m vrije slag (v)   | series       | serie 2: 7de                                            |
| Hilda James                                                    | 300m vrije slag (v)   | series       | serie 1: 4de in 5.07,2                                  |
| Constance Jeans                                                | 300m vrije slag (v)   | 4e           | serie 1: 2de in 4.57,8 finale: 4de in 4.52,4            |
| Grace McKenzie                                                 | 300m vrije slag (v)   | series       | serie 2: 4de                                            |
| Florence Sancroft                                              | 300m vrije slag (v)   | series       | serie 3: 5de                                            |
| Hilda James Constance Jeans Charlotte Radcliffe Grace McKenzie | 4x100m vrije slag (v) | Zilver       | 5.40,8                                                  |

Argentinië · Australië · België · Brazilië · Brits-Indië · Canada · Chili · Denemarken · Egypte · Estland · Finland · Frankrijk · Griekenland · Groot-Brittannië · Italië · Japan · Joegoslavië · Luxemburg · Monaco · Nederland · Nieuw-Zeeland · Noorwegen · Portugal · Spanje · Tsjecho-Slowakije · Verenigde Staten · Zuid-Afrika · Zweden · Zwitserland